# François Watrin
Pour les articles homonymes, voir Watrin.
François Watrin, né le 29 janvier 1772 à Beauvais dans l'Oise et mort le 22 novembre 1802 à Port-au-Prince, à Saint-Domingue, est un général français de la Révolution française.

## Biographie
François Watrin est le fils de Jérôme Watrin (Vuatrin), consul de Beauvais, et de Reine Félicité Larcher. Il épouse Elisabeth Augustine de Luker, fille de général Édouard, marquis de Luker, et de Marie-Angélique de Sainte-Hermine. 
Il n'a pas vingt ans quand il part comme simple soldat dans les chevau-légers de West-Flandre, qui deviennent plus tard le 17e régiment de chasseurs à cheval en 1793. Lui-même devient sous-lieutenant le 3 mars 1793, lieutenant le 6 juin et capitaine le 7 août. Le 14 décembre de la même année, il passe adjudant général chef de bataillon provisoire à l'armée du Nord et est confirmé dans son grade le 18 mars 1794. Adjudant-général chef de brigade le 13 juin 1795, il est affecté à l'armée des côtes de Cherbourg. 
Watrin est promu général de brigade le 1er janvier 1796 et, à partir du 23 juillet, il est chef d'état-major à l'armée des côtes de l'Océan avant de rejoindre l'armée de Sambre-et-Meuse le 28 septembre 1796. En avril 1797 il commande l'infanterie de réserve de cette armée avec laquelle il se distingue au passage du Rhin et à Neuwied le 18 avril 1797. Le 27 mars 1798 il accompagne le général Hédouville à Saint-Domingue. De retour en France le 22 octobre 1798, il est affecté le 1er janvier 1799 à l'armée d'Italie. 
Nommé général de division provisoire le 30 juin 1799 par le général Macdonald, il est confirmé dans son grade le 19 octobre de la même année. Le 3 juillet 1799 Watrin commande la 4e division de l'aile droite de l'armée de Naples, et le 21 avril 1800 il prend le commandement de l'avant-garde de la réserve de l'armée. Il se distingue au passage du Saint-Bernard, à la citadelle d'Ivrée et à la bataille de Marengo le 14 juin 1800. Le 7 juillet il est à la tête de la 2e division d'infanterie de l'armée d'Italie puis, le 15 juillet 1801, commande une division d'infanterie dans le corps d'observation de Midi. Il dirige également les troupes françaises de renfort lors du siège de Porto Ferrajo (en) en juillet 1801 mais obtient un congé pour raison de santé le 14 octobre suivant. Le 27 avril 1802, le général Watrin est désigné pour faire partie de l'expédition de Saint-Domingue. Il débarque sur l'île le 15 octobre 1802 et est nommé commandant de Port-au-Prince le 2 novembre : il y meurt de la fièvre jaune le 22, à l'âge de 30 ans.

## Distinctions

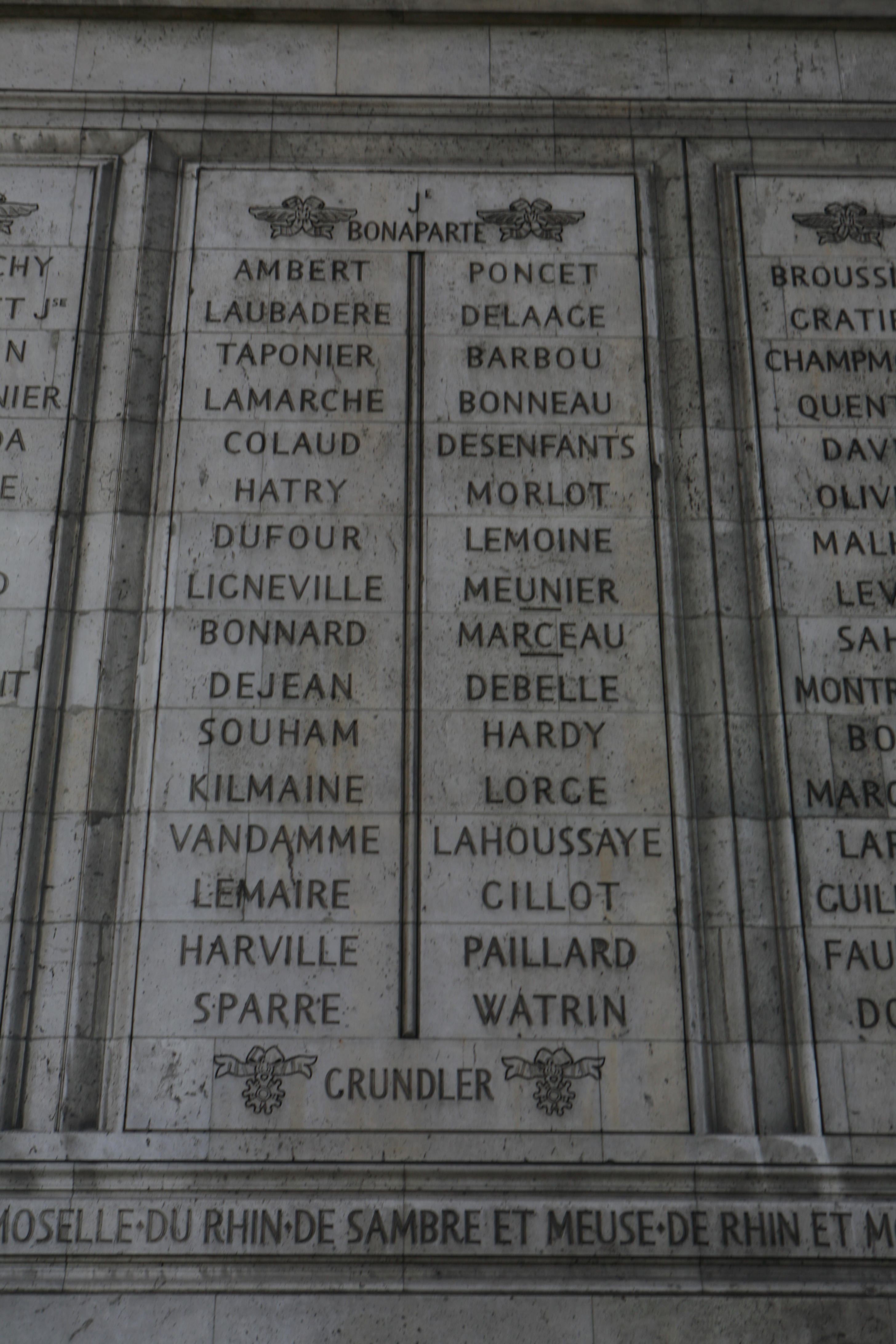
Noms gravés sous l'arc de triomphe de l'Étoile : pilier Nord, 5e et 6e colonnes.

Il fait partie des 660 personnalités à avoir leur nom gravé sous l'arc de triomphe de l'Étoile. Il apparaît sur la 6e colonne (l’Arc indique WATRIN).

## Publications
- François Watrin, Correspondance de François Watrin, adjudant général de Hoche pendant les guerres de la Vendée : documents inédits, par Armand René du Châtellier, Paris, Dumoulin, Guillaumin, 1875 (lire en ligne)

## Sources
- Georges Six, Dictionnaire biographique des généraux et amiraux de la Révolution et de l'Empire, Georges Saffroy éditeurs, Paris 1934.